# Haná (Fluss)
Die Haná (deutsch Hanna) ist ein rechter Nebenfluss der March (Morava) in Tschechien.

## Geographie
Die Haná entsteht am Fuße der Drahanská vrchovina (Drahaner Bergland) in Dědice aus dem Zusammenfluss der Velká Haná und Malá Haná. An ihrem Oberlauf nach Osten in die mährische Ebene der Hanna liegen Pazderna, Vyškov, Brňany und Křečkovice.  Hier wird der Fluss von der Schnellstraße R 46 überbrückt und rechts der Haná verläuft an seinem gesamten weiteren Lauf die Autobahn D 1.
Weitere Orte am Fluss sind Křižanovice u Vyškova, Topolany, Hoštice-Heroltice, Trpinka, Rybníček, Medlovice, Ivanovice na Hané, Chvalkovice na Hané, Těšice, Dřevnovice, Nezamyslice, Mořice, Němčice nad Hanou, Vrchoslavice, Dlouhá Ves, Měrovice nad Hanou, Stříbrnice, Křenovice, Kojetín und Popůvky. Bei Bezměrov überbrückt die Eisenbahn von Kojetín nach Kroměříž die Haná. Bei Hradisko mündet die Haná nach 35,8 Kilometern am nördlichen Stadtrand von Kroměříž in die March. Zusammen mit der Velká Haná hat der Fluss eine Länge von 53,4 km. Ihr Einzugsgebiet beträgt 608 km².
Zwischen den Mündungen der Haná und der Moštěnka befindet sich links der March das Naturreservat Rameno Moravy.

## Zuflüsse
- Rostěnický potok (r), Vyškov
- Topolanský potok (r), oberhalb Topolany
- Lukový potok (r), unterhalb Topolany
- Pruský potok (r), bei Heroltice
- Medlovický potok (r), oberhalb Ivanovice na Hané
- Runza (r), bei Ivanovice na Hané
- Švábenický potok (r), bei Chvalkovice na Hané
- Pustíměřský potok (l), Chvalkovice na Hané
- Tištínka (r), Dřevnovice
- Mořický potok (r), bei Mořice
- Brodečka (l), bei Mořice
- Žlebůvka (l), Němčice nad Hanou
- Pavlůvka (r), Vrchoslavice
- Luční potok (l), Dlouhá Ves
- Hraniční potok (l), Dlouhá Ves
- Hlavnice (r), bei Křenovice
- Tvorovický potok (l), bei Křenovice
- Rybniční potok (l), bei Křenovice
- Vlčidolka bzw. Křenovický potok (r), bei Kojetín